# Християнська демократія
Християнська демократія — автономний від церкви політичний рух, що виступає за вирішення соціальних та економічних проблем при дотриманні християнських принципів. Веде своє ідеологічне походження від реакції католиків Італії, Німеччини і Франції на лібералізм, націоналізм і соціалізм дев'ятнадцятого сторіччя. Вважається, що саме дискусії дев'ятнадцятого століття між клерикальними та світськими партіями започаткували бурхливий розвиток християнсько-демократичної думки.

## Історія
Ватикан уперше засуджує доктрину ліберальної демократії у праці «Syllabus Errorum» (1864) Римського Папи Пія IX. Його наступник, Лев XIII (1878—1903), визнає у своїй енцикліці «Immortale Dei» (1885), що демократія може бути легітимною формою правління. Головним внеском Лева у розвиток християнсько-демократичної думки стає його енцикліка «Rerum Novarum» (1891), що критикує як лібералізм, так і соціалізм та підтверджує право робітників на самоорганізацію, зауважуючи при цьому, що найефективнішою формою такого самоврядування мають стати католицькі профспілки.
В 1901 Папа Лев XIII видав енцикліку «Graves de Communi Re» після якої доктрина й отримує остаточно назву — «християнська демократія». Енцикліка зазначила різницю в меті соціал-демократів і християнських демократів.
Папа Римський Пій XI (1922—1939) зміцнює традицію християнської соціальної думки своєю публікацією «Quadragesimo Anno» (1931): енцикліка повторює критику ліберального індивідуалізму та соціалістичного колективізму, зроблену Левом XIII, і підтверджує схвалення Левом права робітників на самоорганізацію. Найвпливовішим пасажем стає аргумент Папи Римського на користь принципу субсидарності, який закликає державу до децентралізації соціальних функцій і сприяння асоціаціям нижчого рівня типу родини, професійних груп і місцевого самоврядування. Він гостро негативно висловлювався з приводу як соціалізму, так і капіталізму, критикуючи останній за утвердження «міжнародного грошового імперіалізму», а перший — за протидію християнським принципам.
У Німеччині найвпливовішим представником християнсько-демократичного мислення в XIX сторіччі виступає Вільгельм фон Кеттелер, єпископ міста Майнц. У своїх проповідях і листах Кеттелер критикує лібералізм за зниження робочої сили до статусу товару та ігнорування соціальних обов'язків власності. Він також негативно висловлюється на адресу соціалізму, критикуючи останній за принцип надання державі занадто великих повноважень та ігнорування переваг широкого запровадження приватної власності. Закликаючи до формування кооперативів і асоціацій робітників, Кеттелер переконує католиків надати особливої уваги проблемам робітничого класу.
Засновником першої в Європі християнсько-демократичної партії, що є незалежною від церкви і виступає за соціальні реформи, став 1919 р. Луїджі Стурцо, католицький священик і політичний активіст. Народна партія Італії (саме таку назву носить нове політичне утворення) отримує значну підтримку на виборах, зберігаючи популярність аж до свого примусового розпуску Ватиканом, який на той час негативно ставився до участі католиків у політичному житті. Народна партія Італії стає своєрідним ідеологічним підґрунтям для появи Італійської Християнсько-демократичної партії, що виникає незабаром після Другої Світової війни. Процес створення подібних партій широко розгортається в Європі та Латинській Америці.
1924 року, після тріумфу Беніто Муссоліні, Стурцо змушений піти у вигнання, під час якого в Парижі засновує міжнародне політичне угруповання, серед інших активістів якого лідерами стають італієць Альчіде де Гаспері, француз Робер Шуман і німець Конрад Аденауер. Саме тоді, у 1920-х, покладено початок дискусіям з приводу європейської інтеграції та можливості створення спільного європейського ринку як засобів запобігання подальшим війнам, що дає свої плоди у 1950-х. Заснування Європейського економічного співтовариства втілює в життя мрії перших християнських демократів.

### Жак Маріте і післявоєнна Європа
Теоретиком, який зробив найбільший внесок у чітке письмове формулювання християнсько-демократичної філософської думки став французький католицький філософ Жак Марітен (1882—1973). Будучи на той час уже добре відомим завдяки працям на тему філософії Фоми Аквінського, Маріте розпочинає свої розробки у галузі політичної думки у другій половині 1930-х. Його найвідоміші праці з цієї теми: «Всеохопний гуманізм» (1936), «Християнство і демократія» (1942), «Права людини і природне право» (1943) і «Людина і держава» (1951) обстоювали принципи, як він це називав, персоналістської, комунітарної і плюралістичної соціально-політичної філософії, що базувалася на головних принципах християнства як найміцнішої основи людської свободи.
Персоналістська концепція людської природи, переконував Маріте, основана на погляді на людську особистість, яка переважає ліберальний індивідуалізм і соціалістичний колективізм. Демократія, на його глибоке переконання, є політичною структурою, що найбільше відповідає розвитку та вільному волевиявленню людської гідності та свободи, і саме тому краще, аніж інші форми правління, сприяє досягненню загального добробуту. Цей добробут передбачає релігійний плюралізм і невтручання держави до різноманітних громадських ініціатив, поруч із такими загальновизнаними свободами, як свобода мислення, слова і зібрання, що є віддзеркаленням даної Богом свободи. Підтримуючи Арістотеля та Фому Аквінського, Маріте доводив, що приватна власність — не лише природне право, а й предмет соціальних зобов'язань.
Отже, християнські демократи засвоюють від Маріте принцип «відповідальності»: ідею, що особистість повинна розвиватися через відповідальність перед іншими людьми, особливо перед сім'єю та найближчим оточенням (друзями, колегами та ін.).
Християнські демократи відрізняються від консерваторів своїм принципом «солідарності» — переконанням, що лише утвердження солідарності, яка пронизує всі верстви суспільства, включаючи солідарність багатого з біднішим, уможливить повноцінний розвиток людства. Це означає працю над поліпшенням соціальних умов і не в останню чергу визнання ролі профспілок. Більшість християнсько-демократичних партій (за винятком хіба що Західної Німеччини) мають сильні профспілкові «крила». Європейська народна партія (European People's Party — ЕРР) — об'єднання християнсько-демократичних партій Європейського Союзу — підтримує програми соціальної дії Євросоюзу.
Інший принцип, сповідуваний християнськими демократами — «субсидарність»: ідея, що державна влада мусить бути децентралізованою якомога більшою мірою, але в той же час може сягнути найвищої концентрації, навіть наднаціонального рівня, якщо того потребує складна політична чи економічна ситуація. Тому європейські християнські демократи завжди були федералістами.
Праці Маріте воєнного періоду на політичні теми перекладаються багатьма мовами і відразу ж після Другої Світової війни стають джерелом натхнення для новостворених християнсько-демократичних партій, які якраз переживають процес свого «другого народження», маючи шалену популярність на виборах до всіх органів влади. Очевидний відгук нова течія має в країнах, де християнські цінності найбільше постраждали від нацизму і де видавалась очевидною загроза «комуністичного пришестя».
Після краху комуністичного режиму в країнах Центральної та Східної Європи 1989 року християнсько-демократичні партії з'являються на теренах колишнього СРСР (при цьому значну вагу мають прибалтійські держави, серед яких — Литва, де на сьогодні християни-демократи перебувають у правлячій коаліції з консерваторами) та східноєвропейських країнах, особливо в Чехії, Угорщині (де, до речі, подібні структури вже функціонували в короткому відрізку між звільненням у 1945 р. і початком комуністичного правління), Румунії, Словаччині, Словенії. У цей же час створюється перша християнсько-демократична партія і в Україні — УХДП (найбільш дієві та міцні структури цієї партії увійшли до складу ХДС), а 7 вересня 2011 року зареєстрована вже нова політична партія християнсько-демократичного спрямування «Демократичний альянс».

## Багатогранність християнської демократії
Незважаючи на плюралізм тенденцій і соціальну строкатість своїх прихильників, ХД-рух, як правило, здійснював «центристську» соціально-економічну політику, спрямовану на інтеграцію всіх верств населення в економічній системі.
Конфронтуючи з ліберальним капіталізмом, християнсько-демократичний рух завжди виправдовував втручання державної влади з метою корекції економічних наслідків. У поєднанні з цим ХД-рух підтримував і навіть організовував синдикати (профспілки) і професійні асоціації, відкидаючи обмеження виробничих відносин індивідуальними взаємостосунками. Можна стверджувати, що на сьогодні християнсько-демократичний рух приймає соціальну ринкову економіку, що поєднує економічну свободу і соціальну відповідальність.
Ліве крило руху християнських демократів — профспілкові (Італія, Німеччина, Бельгія) або ідеологічні, більш інтелектуалізовані ліві елементи, — вже не виявляють ворожого ставлення до питань приватної власності, обстоюючи принцип кращого розподілу благ і соціальне законодавство, що сприяє суб'єктам найманої праці. Виходячи з реальної ситуації, консервативніші елементи так само керуються цією метою.
У Латинській Америці революційний клімат 60-70-х років минулого сторіччя, сплеск партизанської війни, спровокований впливом кубинської революції, та цілком посередні результати реформаторських політичних курсів пояснюють революційну, навіть соціалістичну мову християнсько-демократичних партій на той час. На сьогодні це, за дуже рідкісними винятками, вже не відповідає реаліям, і партії, що користуються лівими настановами, посідають найнезначніші позиції.

## Критика
На думку багатьох політологів, процес формування теорії християнської демократії досі не завершений. Критики звертають увагу на принципові труднощі в теорії. Вони стверджують, що християнські цінності не тільки різняться між різними конфесіями, але також залежать від території та історичного періоду. Наприклад, протягом тривалого періоду християнство не засуджувало рабство. Деякі християни вважають, що згідно з Євангелієм участь в політиці не мила Богові.
У зв'язку з центристським характером ідеології, демократичних християн часто звинувачували в опортунізмі.

## Майбутнє: від містики до політики
Християнсько-демократичний рух розпочався як протест проти лібералізму, соціалізму і націоналізму. Його видатні представники переконували, що християнська традиція підтримує середню позицію, яка стоїть над лібералізмом своїм зацікавленням робочим класом і бідними, над соціалізмом — своїм акцентом на «допоміжній» ролі держави та сприянні проміжних груп і над націоналізмом — своїм схваленням ширших міжнародних структур. Цей рух спирався на студентство та інтелектуальну еліту як творчий відгук сучасності, який все ще підтримував зв'язки із західними релігійними та філософськими традиціями. Там, де існували політичні тертя між право- та лівоцентристами після Другої Світової війни в Європі та Латинській Америці, християнська демократія нерідко виступала ідеологічним та організаційним базисом для потужних масових партій, які будувалися на принципах демократії, поваги прав людини та плюралізму.
Заперечуючи класовий підхід, християнські демократи прагнуть представляти всі верстви населення, отримуючи свої голоси по суті від усіх соціальних груп, хоча їхній електорат серед промислових робітників порівняно невеликий.
Суперечка між ідеалістами та прагматиками ще довго визначатиме майбутнє християнсько-демократичного руху. Лівіше його крило і більш релігійно мотивовані його члени вважають, що рух повинен залишатися вірним своєму походженню і не схилятись до консерватизму, лібералізму чи соціалізму, наполягаючи на тому, щоб релігійне натхнення знову виконувало керівну роль. Вони покладають свої надії на Центральну та Східну Європу, де завершення 50-річного панування соціалістичного режиму відродило або сформувало нові християнські політичні групи.
Опозиційний табір, включаючи більшість німецьких християн-демократів, відстоює ширший рух, який міг би охопити всю Європу. Німецький ХДС і його баварський відповідник ХСС (Християнсько-соціальний союз) є прагматичною опорою європейської християнської демократії, і це пояснюється тим, що засновниками ХДС свого часу стали люди, які до 1933 р. були лібералами, консерваторами або християнськими демократами. Таким чином, це «змішане походження» і визначає на сьогодні їхнє політичне обличчя. ХДС і ХСС не завжди збігаються у своїх поглядах, і розбіжності часто виникають саме на політичному ґрунті — баварці більш націоналістично налаштовані і менше захоплюються європейською інтеграцією.
На сьогодні в Європейському Парламенті необхідність протистояння лівим змусила Європейську народну партію (ЕРР), що включає лише ХД-партії Європейського союзу, укласти союз з ірландською «Фіне Гел», грецькою «Новою демократією» та іспанською Народною партією, жодна з яких не має релігійного забарвлення. Після останніх виборів до Європарламенту депутати від британських консерваторів заявили про входження до фракції Європейської народної партії.
Згадуючи інші міжнародні структури, що об'єднують у своїх лавах християн-демократів, варто назвати Християнсько-демократичний інтернаціонал (CDI) — всесвітню організацію християнсько-демократичних партій; Молодіжну організацію Європейської народної партії (YEPP) — спілку молодіжних християнсько-демократичних організацій; Міжнародну асоціацію християнських підприємців та Світову конфедерацію праці (попередня назва — Міжнародна Федерація Християнських Профспілок).
В Україні історія християнської демократії починається наприкінці 19 сторіччя (дивись Християнсько-суспільний рух). З набуттям Україною незалежності почали з'являтися партії та молодіжні громадські організації християнсько-демократичного спрямування, серед них:
- Християнсько-демократична Молодь України (ХДМУ) (з 2007 р. — «Демократичний альянс»)
- Християнсько-Демократичний Союз

## Виноски
1. ↑  До початків християнсько-демократичного руху в Європі. Архів оригіналу за 13 липня 2012. Процитовано 5 квітня 2011.
2. ↑  Марко 12:14-17
3. ↑  Encyclopædia Britannica. Conservatism (англ.)